# Alexandre von Kluck
Alexander Heinrich Rudolph Kluck, anobli von Kluck en 1909, né à Münster le 20 mai 1846 et mort à Berlin le 19 octobre 1934, est un militaire allemand. Il participe aux guerres austro-prussienne et franco-prussienne de 1870. Au déclenchement de la Première Guerre mondiale, il commande la 1re armée allemande et participe à la manœuvre d'enveloppement des armées alliées. Lors de la bataille de la Marne, il manœuvre pour détruire la 6e armée française, mais est finalement contraint à la retraite devant la progression du BEF et de la 5e armée française. Il est maintenu à la tête de la 1re armée allemande jusqu'à son évacuation du front pour cause de blessure.

## Biographie

### Premières années
Alexander Kluck est le cinquième d'une fratrie de huit enfants. Il entame une carrière militaire au sein du 55e régiment d'infanterie comme second-lieutenant durant la guerre austro-prussienne de 1866. Il commande une compagnie durant la guerre franco-prussienne de 1870. Il est blessé deux fois à la bataille de Colombey et reçoit à cette occasion la croix de fer. Il est nommé lieutenant au 73e régiment de fusiliers et reste en France jusqu'en 1873 au sein de l'armée d'occupation allemande. Il réintègre par la suite son régiment d'origine et le 27 janvier 1876, il est nommé adjudant à la 28e brigade d'infanterie. Il est promu capitaine le 15 février 1879 et muté le même jour au 53e régiment d'infanterie. Du 30 juillet 1881 au 15 avril 1888, il dirige successivement les écoles de sous-officiers de Juliers, d'Annaburg et de Neubreisach, durant cette période il est nommé au grade de major. Le 16 avril 1888, il est à la tête d'un bataillon du 66e régiment d'infanterie.
Le 25 mars 1893, Alexander Kluck est nommé lieutenant-colonel et dirige le 1er district de Landwehr. Il obtient le grade de colonel le 18 avril 1896, il devient chef de corps du 34e régiment de fusiliers. Sa progression est ensuite rapide, il prend le commandement de la 23e brigade d'infanterie le 22 mai 1899. Il est promu Generalmajor le 22 septembre 1899. Le 18 février 1902, il devient commandant de la 37e division d'infanterie, la même année le 3 avril est nommé Generalleutnant. Le 3 juin 1906, Kluck est à la tête du 5e corps d'armée et plus tard le 16 octobre il devient General der Infanterie. Le 11 septembre 1907, il est muté à la tête du 1er corps d'armée. Le 1er octobre 1913, il est nommé inspecteur général du 7e district de l'armée allemande.

### Première Guerre mondiale
Au déclenchement de la guerre en 1914, Alexander von Kluck commande la 1re armée allemande, il est secondé par Hermann von Kuhl comme chef d'état-major. Ces deux hommes sont réputés pour leur esprit offensif. Suivant le plan Schlieffen, cette armée qui appartient à l'aile droite enveloppante placée à l'ouest doit traverser la Belgique et se diriger en théorie dans la région de la Seine-Inférieure et envelopper Paris. L'armée de von Kluck combat les troupes britanniques à la bataille de Mons le 23 août, puis à nouveau à la bataille du Cateau le 26 août. Devant la réaction de la 5e armée française le 29 août durant la bataille de Guise, il modifie la direction de marche de son armée du sud-ouest vers le sud-est pour aider la 2e armée allemande.
Dans les premiers jours de septembre 1914, Moltke modifie les ordres de marche des armées et souhaite que Kluck assure avec son armée un flanc-garde en restant tourné vers l'est et Paris. Kluck passe outre cet ordre et poursuit sa route vers le sud, considérant sa position comme meilleure pour annihiler soit le BEF ou la 5e armée française. Il néglige les forces de la 6e armée française et dispose comme flanc-garde le 4e corps de réserve du général Gronau et de la 4e division de cavalerie. Le 5 septembre, les troupes de la 6e armée de Maunoury entrent en contact avec le 4e corps de réserve : c'est le début de la bataille de la Marne.
Alexander von Kluck réagit rapidement à cette attaque, il décide de se conformer aux ordres de Moltke et repositionne ses corps d'armée avancés pour lutter sur l'Ourcq contre la 6e armée française et la tourner. Ce faisant, le retrait de plusieurs corps d'armée créé une brèche dans le dispositif allemand qui est alors exploitée par les troupes du BEF et de la 5e armée. Du 6 au 9 septembre, la 1re armée allemande arrive à contenir les attaques de la 6e armée française, à la tourner vers le nord et à limiter la progression du BEF.
Malgré des succès locaux, la situation au 9 septembre n'est pas bonne pour les armées allemandes ; le lieutenant-colonel Hentsch, l'envoyé spécial de l'Oberste Heeresleitung parvient à convaincre Alexander von Kluck et son chef d'état-major de replier la 1re armée allemande sur l'Aisne afin de reconstituer une ligne continue de défense. Malgré l'échec de l'offensive allemande, Kluck est maintenu à la tête de la 1re armée, il le restera jusqu'à son rapatriement du front pour cause de blessure.

### Fin de carrière
À la fin du mois de mars 1915, au cours d'une visite d'avant-poste, Kluck est touché par un tir de shrapnel. Grièvement blessé à une jambe, il est évacué du front en mars 1915. Il prend sa retraite au cours du mois d'octobre 1916, à la suite de cette blessure et de la mort de son fils au combat à Lombardsijde en janvier 1915. À la fin de la guerre, il publie ses mémoires, puis se retire à Berlin, où il meurt le 19 octobre 1934. Il est enterré au cimetière de Stahnsdorf.

## Distinctions et honneurs
- Croix de fer 2e classe 1870-1871.
- Pour le Mérite : 28 mars 1915.

## Citations
« Qu’un général chargé de la défense d’une capitale engage toutes ses forces en rase campagne à 60 kilomètres de la ville contre une armée qui ne la menace pas ; que des troupes de réserve épuisées et jugées inaptes à combattre avant un long repos se relèvent et chargent au son du clairon, voilà ce qu’on ne nous avait pas appris à l’Académie de Guerre de Berlin. Il n’y avait qu’un Gallieni ; pour mon malheur, il s’est trouvé sur ma route. » (Mémoires de von Kluck.)